# Cleistes montana
Cleistes montana är en orkidéart som beskrevs av George Gardner. Cleistes montana ingår i släktet Cleistes, och familjen orkidéer. Inga underarter finns listade i Catalogue of Life.